# Taça Tupi 2015
La Taça Tupi 2015 è la seconda edizione del campionato di seconda divisione brasiliano di rugby a 15. Si è svolto dal 4 luglio al 11 ottobre 2015. Ha visto la vittoria del Niterói Rugby.

## Formula
La nuova formula della Taça Tupi 2015 prevedeva la partecipazione di 24 squadre, le migliori quattro squadre (escluse le partecipanti al Super8) dei sei campionati statali affiliati alla CBRu. Alla fine tra rinunce e assegnazione di posti ad altre federazioni le squadre iscritte risultarono 23.
Nella fase preliminare le squadre si sono affrontate in un turno ad eliminazione diretta con partite di andata e ritorno. A questo primo turno viene esentata la squadra Rio Branco.
Nella fase a gironi le 12 squadre sono state suddivise in tre gironi territoriali con partite di andate e ritorno.
Le squadre prime classificate dei tre gironi, più la migliore seconda classificata sono state ammesse alle semifinali con partita unica.
La vincente della finale è stata promossa direttamente al Super8, la perdente della finale ha incontrato la settima classificata del Super8 in uno spareggio per giocarsi il posto al campionato 2016.

## Squadre partecipanti
| Squadra             | Città          | Stato          |
| ------------------- | -------------- | -------------- |
| BH Rugby            | Belo Horizonte | Minas Gerais   |
| Montes Claros Rugby | Montes Claros  | Minas Gerais   |
| Uberlândia Rugby    | Uberlândia     | Minas Gerais   |
| Guanabara           | Rio de Janeiro | Rio de Janeiro |
| Niterói             | Niterói        | Rio de Janeiro |
| Rio Rugby           | Rio de Janeiro | Rio de Janeiro |
| Lechuza Rugby Clube | Itu/Sorocaba   | San Paolo      |
| Poli Rugby          | San Paolo      | San Paolo      |
| Rio Branco          | San Paolo      | San Paolo      |
| Tornados            | Indaiatuba     | San Paolo      |
| Wally's Rugby       | Louveira       | San Paolo      |

| Squadra              | Città               | Stato             |
| -------------------- | ------------------- | ----------------- |
| Pé Vermelho          | Londrina            | Paraná            |
| Hawks Maringá        | Maringá             | Paraná            |
| BC Rugby             | Balneário Camboriú  | Santa Catarina    |
| Blumenau Rugby       | Blumenau            | Santa Catarina    |
| Brusque Rugby        | Brusque             | Santa Catarina    |
| Costão Norte Rugby   | Florianópolis       | Santa Catarina    |
| Joaca Rugby          | Florianópolis       | Santa Catarina    |
| Brummers Rugby Clube | Ivoti/Novo Hamburgo | Rio Grande do Sul |
| Centauros Rugby      | Estrela             | Rio Grande do Sul |
| Charrua              | Porto Alegre        | Rio Grande do Sul |
| San Diego            | Porto Alegre        | Rio Grande do Sul |
| Serra Rugby Clube    | Caxias do Sul       | Rio Grande do Sul |

## Turno preliminare
Le partite si sono svolte nei giorni 4 e 11 luglio.
| Squadra 1     | Totale     | Squadra 2 | Andata  | Ritorno |
| ------------- | ---------- | --------- | ------- | ------- |
| Lechuza       | 0 - 24     | Guanabara | 0 - 24  |         |
| Uberlândia    | 7 - 154    | Poli      | 0 - 68  | 7 - 86  |
| Tornados      | 46 - 62    | Niterói   | 19 - 31 | 27 - 31 |
| Rio Rugby     | 35 - 57    | Wallys    | 22 - 44 | 13 - 13 |
| Montes Claros | 6 -175     | BH Rugby  | 3 - 77  | 3 - 98  |
| Blumenau      | 8 - 130    | Maringá   | 8 - 73  | 0 - 57  |
| Costão Norte  | Per ritiro | Londrina  |         |         |
| Centauros     | 26 - 46    | Serra     | 6 - 17  | 20 - 29 |
| Joaca         | 19 - 109   | San Diego | 14 - 77 | 5 - 32  |
| Charrua       | 72 - 3     | Brusque   | 30 - 3  | 42 - 0  |
| Brummers      | Per ritiro | BC Rugby  |         |         |

## Fase a gironi
| Gruppo A                                                   | Gruppo B                                      | Gruppo C                                 |
| ---------------------------------------------------------- | --------------------------------------------- | ---------------------------------------- |
| - Pé Vermelho - Hawks Maringá - Rio Branco - Wally's Rugby | - BH Rugby - Guanabara - Niterói - Poli Rugby | - BC Rugby - Charrua - San Diego - Serra |

### Girone A
|            | 1ª giornata           |         |
| ---------- | --------------------- | ------- |
| 25/07/2015 | Wallys - Maringá      | 43 - 12 |
| 05/09/2015 | Rio Branco - Londrina | 72 - 0  |

|            | 4ª giornata           |         |
| ---------- | --------------------- | ------- |
| 22/08/2015 | Londrina - Rio Branco | 0 - 44  |
| 22/08/2015 | Maringá - Wallys      | 29 - 43 |

|            | 2ª giornata          |         |
| ---------- | -------------------- | ------- |
| 01/08/2015 | Londrina - Wallys    | 7 - 13  |
| 01/08/2015 | Maringá - Rio Branco | 14 - 50 |

|            | 5ª giornata          |         |
| ---------- | -------------------- | ------- |
| 29/08/2015 | Rio Branco - Maringá | 73 - 18 |
| 29/08/2015 | Wallys -Londrina     | 80 - 3  |

|            | 3ª giornata         |         |
| ---------- | ------------------- | ------- |
| 08/08/2015 | Rio Branco - Wallys | 0 - 24  |
| 08/08/2015 | Maringá - Londrina  | 48 - 18 |

|            | 6ª giornata         |         |
| ---------- | ------------------- | ------- |
| 12/09/2015 | Wallys - Rio Branco | 3 - 17  |
| 12/09/2015 | Londrina - Maringá  | 22 - 38 |

Classifica
|  |    | Squadra       | G | V | N | P | PF  | PS  | P±   | BM | BS | Pt |
|  | -- | ------------- | - | - | - | - | --- | --- | ---- | -- | -- | -- |
|  | 1. | Wally's Rugby | 6 | 5 | 0 | 1 | 206 | 69  | 137  | 4  | 0  | 24 |
|  | 2. | Rio Branco    | 6 | 5 | 0 | 1 | 258 | 59  | 199  | 4  | 0  | 24 |
|  | 3. | Hawks Maringá | 6 | 2 | 0 | 4 | 159 | 251 | −92  | 3  | 0  | 11 |
|  | 4. | Pé Vermelho   | 6 | 0 | 0 | 6 | 50  | 259 | −209 | 0  | 1  | 1  |

### Girone B
|            | 1ª giornata        |         |
| ---------- | ------------------ | ------- |
| 25/07/2015 | BH Rugby - Niterói | 18 - 37 |
| 25/07/2015 | Poli - Guanabara   | 53 - 0  |

|            | 4ª giornata        |        |
| ---------- | ------------------ | ------ |
| 22/08/2015 | Guanabara - Poli   | 5 - 25 |
| 22/08/2015 | BH Rugby - Niterói | 7 - 67 |

|            | 2ª giornata         |         |
| ---------- | ------------------- | ------- |
| 01/08/2015 | BH Rugby - Poli     | 32 - 41 |
| 01/08/2015 | Guanabara - Niterói | 13 - 34 |

|            | 5ª giornata         |         |
| ---------- | ------------------- | ------- |
| 29/08/2015 | Poli - BH Rugby     | 32 - 11 |
| 29/08/2015 | Niterói - Guanabara | 67 - 3  |

|            | 3ª giornata          |         |
| ---------- | -------------------- | ------- |
| 08/08/2015 | Poli - Niterói       | 26 - 32 |
| 08/08/2015 | BH Rugby - Guanabara | 44 - 13 |

|            | 6ª giornata          |         |
| ---------- | -------------------- | ------- |
| 12/09/2015 | Niterói - Poli       | 38 - 18 |
| 12/09/2015 | Guanabara - BH Rugby | 13 - 30 |

Classifica
|  |    | Squadra    | G | V | N | P | PF  | PS  | P±   | BM | BS | Pt |
|  | -- | ---------- | - | - | - | - | --- | --- | ---- | -- | -- | -- |
|  | 1. | Niterói    | 6 | 6 | 0 | 0 | 273 | 84  | 189  | 6  | 0  | 30 |
|  | 2. | Poli Rugby | 6 | 4 | 0 | 2 | 194 | 118 | 76   | 4  | 1  | 21 |
|  | 3. | BH Rugby   | 6 | 2 | 0 | 4 | 142 | 203 | −61  | 3  | 0  | 11 |
|  | 4. | Guanabara  | 6 | 0 | 0 | 6 | 47  | 251 | −204 | 0  | 0  | 0  |

### Girone C
|            | 1ª giornata        |         |
| ---------- | ------------------ | ------- |
| 25/07/2015 | Serra - San Diego  | 17 - 20 |
| 15/08/2015 | BC Rugby - Charrua | 10 - 80 |

|            | 4ª giornata        |         |
| ---------- | ------------------ | ------- |
| 22/08/2015 | San Diego - Serra  | 52 - 12 |
| 22/08/2015 | Charrua - BC Rugby | 43 - 10 |

|            | 2ª giornata          |         |
| ---------- | -------------------- | ------- |
| 01/08/2015 | Charrua - Serra      | 15 - 10 |
| 01/08/2015 | San Diego - BC Rugby | 52 - 0  |

|            | 5ª giornata          |         |
| ---------- | -------------------- | ------- |
| 29/08/2015 | Serra - Charrua      | 24 - 21 |
| 29/08/2015 | BC Rugby - San Diego | 7 - 55  |

|            | 3ª giornata         |         |
| ---------- | ------------------- | ------- |
| 08/08/2015 | Serra - BC Rugby    | 35 - 19 |
| 08/08/2015 | Charrua - San Diego | 0 - 12  |

|            | 6ª giornata         |         |
| ---------- | ------------------- | ------- |
| 12/09/2015 | BC Rugby - Serra    | 10 - 59 |
| 12/09/2015 | San Diego - Charrua | 27 - 11 |

Classifica
|  |    | Squadra   | G | V | N | P | PF  | PS  | P±   | BM | BS | Pt |
|  | -- | --------- | - | - | - | - | --- | --- | ---- | -- | -- | -- |
|  | 1. | San Diego | 6 | 6 | 0 | 0 | 218 | 47  | 171  | 4  | 0  | 28 |
|  | 2. | Serra     | 6 | 3 | 0 | 3 | 157 | 137 | 20   | 3  | 2  | 17 |
|  | 3. | Charrua   | 6 | 3 | 0 | 3 | 170 | 93  | 77   | 2  | 1  | 15 |
|  | 4. | BC Rugby  | 6 | 0 | 0 | 6 | 56  | 324 | −268 | 0  | 0  | 0  |

## Fase finale

### Semifinali
| Bento Gonçalves 26 settembre 2015 | San Diego | 26 – 14 referto | Wally's Rugby | Estádio da Montanha |

| Niterói 26 settembre 2015 | Niterói Rugby | 30 – 12 referto | Rio Branco | UFF Gragoatá |

### Finale
| Curitiba 10 ottobre 2015 | Niterói Rugby | 32 – 26 referto | San Diego | Espaço Viking |

- Niterói: vincitore della Taça Tupi 2015, promosso al Super8 2016
- San Diego  ammesso allo spareggio per il Super8 2016

### Spareggio per l'ammissione al Super8 2016
| Porto Alegre 31 ottobre 2015 | San Diego | 0 – 43 referto | Farrapos | Hípica de Porto Alegre |